# Canton de la Rochelle-2
Le canton de la Rochelle-2 est une circonscription électorale française de la ville de La Rochelle, située dans le département de la Charente-Maritime et la région Nouvelle-Aquitaine.
À la suite du redécoupage cantonal de 2014, les limites territoriales du canton sont remaniées.

## Histoire
Un nouveau découpage territorial de la Charente-Maritime entre en vigueur en mars 2015, défini par le décret du 27 février 2014, en application des lois du 17 mai 2013 (loi organique 2013-402 et loi 2013-403). Les conseillers départementaux sont, à compter de ces élections, élus au scrutin majoritaire binominal mixte. Les électeurs de chaque canton élisent au Conseil départemental, nouvelle appellation du Conseil général, deux membres de sexe différent, qui se présentent en binôme de candidats. Les conseillers départementaux sont élus pour 6 ans au scrutin binominal majoritaire à deux tours, l'accès au second tour nécessitant 10 % des inscrits au 1er tour. En outre la totalité des conseillers départementaux est renouvelée. Ce nouveau mode de scrutin nécessite un redécoupage des cantons dont le nombre est divisé par deux avec arrondi à l'unité impaire supérieure si ce nombre n'est pas entier impair, assorti de conditions de seuils minimaux. Dans le Charente-Maritime, le nombre de cantons passe ainsi de 51 à 27. La composition du canton de la Rochelle-2 est remaniée.

## Géographie
Ce canton est organisé autour de La Rochelle dans l'arrondissement de La Rochelle. Son altitude varie de 0 m (La Rochelle) à 28 m (La Rochelle) pour une altitude moyenne de 4 m.

## Représentation

### Représentation avant 2015
| Période | Période | Identité        | Étiquette | Qualité                                                               |
| ------- | ------- | --------------- | --------- | --------------------------------------------------------------------- |
| 1973    | 1979    | Denis Praud     | PS        | Premier adjoint au maire de La Rochelle                               |
| 1979    | 1985    | André Dubosc    | MRG       | Ingénieur, adjoint au maire de La Rochelle                            |
| 1985    | 1988    | Guy Miaud       | PS        | Professeur, adjoint au maire de La Rochelle                           |
| 1988    | 2015    | Marc Parnaudeau | PS        | Professeur d'économie Adjoint au maire de La Rochelle (jusqu'en 2008) |

### Représentation après 2015
| Période élective | Période élective | Mandat | Mandat   | Identité        | Nuance | Nuance | Qualité |
| ---------------- | ---------------- | ------ | -------- | --------------- | ------ | ------ | --- |
| 2015             | 2021             | 2015   | 2021     | Patricia Friou  |        | DVG    | Assistante sociale Adjointe au maire de La Rochelle (2014-2019) Suppléante du député Olivier Falorni (2012-2022) |
| 2015             | 2021             | 2015   | 2021     | Dominique Guégo |        | DVG    | Cadre retraité, conseiller municipal de La Rochelle (depuis 2014)                                                |
| 2021             | 2028             | 2021   | en cours | Dominique Guégo |        | DVG    | Conseiller sortant, adjoint au maire de La Rochelle                                                              |
| 2021             | 2028             | 2021   | en cours | Marie Nédellec  |        | DVG    | Entrepreneure, adjointe au maire de La Rochelle                                                                  |

### Résultats détaillés

#### Élections de mars 2015
À l'issue du 1er tour des élections départementales de 2015, deux binômes sont en ballottage : Véronique Laffargue et Bruno Leal (UMP, 28,74 %) et Patricia Friou et Dominique Guégo (DVG, 24,45 %). Le taux de participation est de 47,03 % (7 303 votants sur 15 529 inscrits) contre 50,08 % au niveau départementalet 50,17 % au niveau national.
Au second tour, Patricia Friou et Dominique Guégo (DVG) sont élus avec 52,85 % des suffrages exprimés et un taux de participation de 44,18 % (3 324 voix pour 6 860 votants et 15 529 inscrits).
Patricia Friou est membre du MRSL.

#### Élections de juin 2021
Le premier tour des élections départementales de 2021 est marqué par un très faible taux de participation (33,26 % au niveau national). Dans le canton de la Rochelle-2, ce taux de participation est de 32,14 % (5 278 votants sur 16 422 inscrits) contre 33,83 % au niveau départemental. À l'issue de ce premier tour, deux binômes sont en ballottage : Dominique Guégo et Marie Nédellec (DVG, 32 %) et Bruno Leal et Fabienne Michel (DVD, 24,13 %).
Le second tour des élections est marqué une nouvelle fois par une abstention massive équivalente au premier tour. Les taux de participation sont de 34,3 % au niveau national, 34,56 % dans le département et 32,41 % dans le canton de la Rochelle-2. Dominique Guégo et Marie Nédellec (DVG) sont élus avec 59,81 % des suffrages exprimés (2 911 voix pour 5 316 votants et 16 402 inscrits),,. 

## Composition

### Composition avant 2015

Situation du canton de la Rochelle-2 dans le département de la Charente-Maritime avant 2015.

Le canton de La Rochelle 2e Canton se composait d'une fraction de la commune de La Rochelle.

### Composition à partir de 2015
| Nom                                 | Code Insee | Intercommunalité  | Superficie (km2) | Population (dernière pop. légale)                | Densité (hab./km2) | Modifier                                    |
| ----------------------------------- | ---------- | ----------------- | ---------------- | ------------------------------------------------ | ------------------ | ------------------------------------------- |
| La Rochelle (bureau centralisateur) | 17300      | CA de La Rochelle | 28,43            | Fraction : 26 602 (2022) Commune : 79 961 (2022) | 2 813              | modifier les données · modifier les données |
| Canton de la Rochelle-2             | 1715       |                   |                  | 26 602 (2022)                                    |                    | modifier les données                        |

Le canton de la Rochelle-2 comprend la partie de la commune de La Rochelle située au sud d'une ligne définie par l'axe des voies et limites suivantes : depuis le littoral, chemin de la digue de Richelieu, rue Philippe-Vincent, boulevard Winston-Churchill, avenue du Maréchal-Juin, avenue Jean-Guiton, avenue Pierre-Loti, ligne de chemin de fer, jusqu'à la limite territoriale de la commune d'Aytré.

## Démographie

### Démographie avant 2015
| 1975 | 1982 | 1990  | 1999  | 2006  | 2011  | 2012  |
| ---- | ---- | ----- | ----- | ----- | ----- | ----- |
| -    | -    | 8 272 | 7 710 | 7 318 | 7 510 | 7 305 |

### Démographie depuis 2015
En 2022, le canton comptait 26 602 habitants, en évolution de +5,83 % par rapport à 2016 (Charente-Maritime : +4,04 %, France hors Mayotte : +2,11 %).
| 2013   | 2018   | 2022   |
| ------ | ------ | ------ |
| 24 007 | 25 304 | 26 602 |